# David Levine (Pianist)
David Levine (* 1949 in New York City; † Juni 1993 in Berlin) war ein US-amerikanischer Pianist.

## Leben
David Levine erhielt im Alter von sieben Jahren den ersten Klavierunterricht und wurde später Meisterschüler von Claude Frank, Mieczysław Horszowski und Rudolf Serkin. Levine machte sich nicht nur als Solist und Interpret zeitgenössischer Musik (Aribert Reimann, Peter Ruzicka, Manfred Trojahn) einen Namen, sondern auch als Kammermusiker: Zu seinen Partnern zählten die Geiger Christian Tetzlaff und Saschko Gawriloff, der Cellist Johannes Goritzki, der Bariton Richard Salter und das Auryn Quartett. In den Jahren 1973 und 1974 nahm er am renommierten Marlboro-Festival in den USA teil.
Seit 1977 lebte er in Deutschland. Für den Sender Freies Berlin spielte er zahlreiche Rundfunk-Aufnahmen ein. Levine war Mitglied der Freien Akademie der Künste in Hamburg. An der Robert Schumann Hochschule Düsseldorf leitete er eine Meisterklasse für Klavier. Zu seinen bekannten Schülern zählen Fazıl Say und Tobias Koch. Im Alter von 44 Jahren verstarb Levine an der Immunschwächekrankheit AIDS.

## Diskografie (Auswahl)
- Max Reger: Bach- und Telemann-Variationen (Koch Classics International)
- Max Reger: Klaviermusik (cpo)
- Aribert Reimann: Variationen (cpo)
- Peter Ruzicka: Fragmente über Schumann (Koch Schwann)
- Othmar Schoeck, Kurt Weill: Cellosonaten (Claves), zusammen mit Johannes Goritzki[2]
- Franz Schubert: Klaviersonaten D 959 und 960 (Virgin Classics)